# Sauce béarnaise

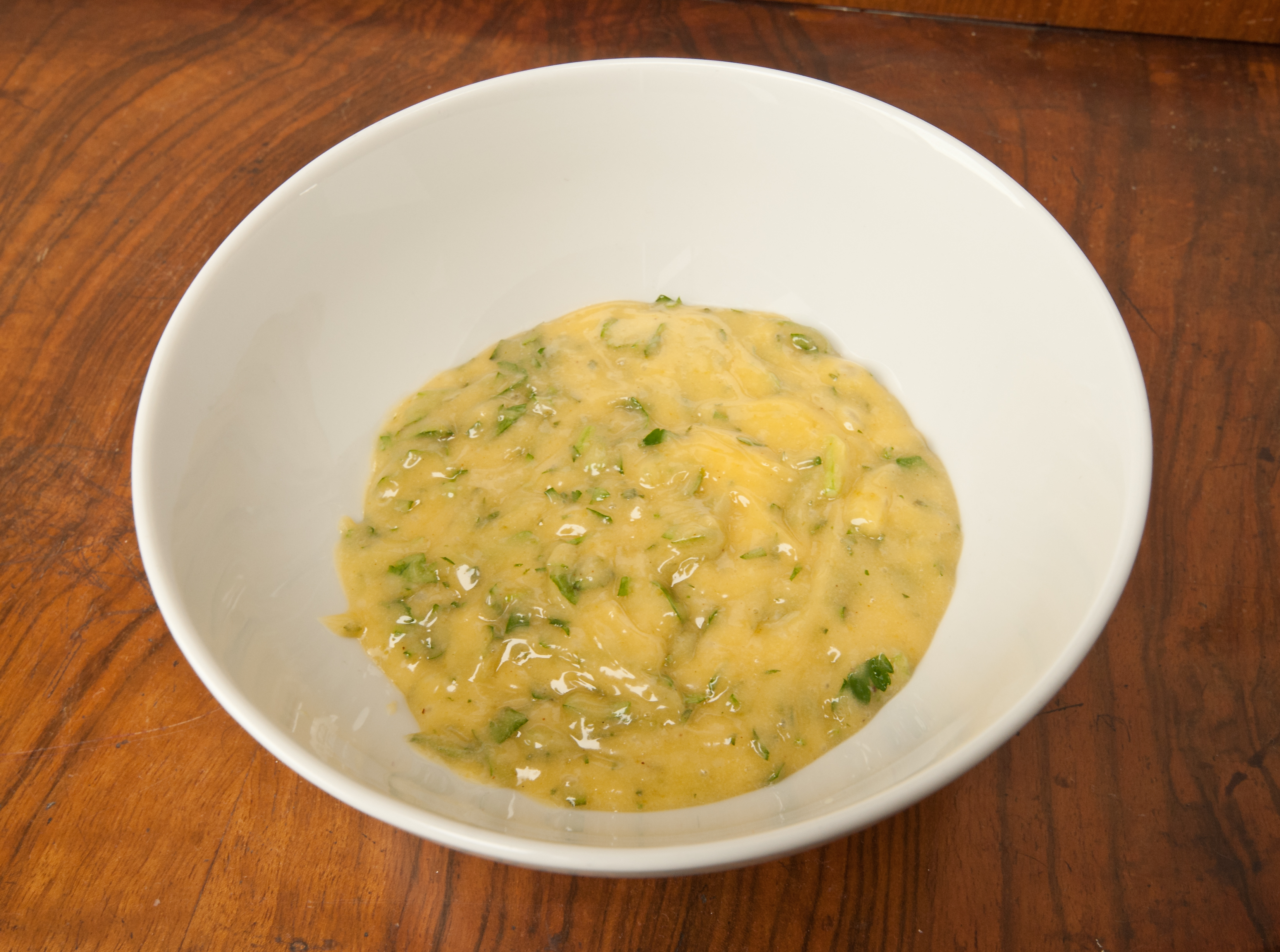
Béarner Sauce

Sauce béarnaise oder Béarner Sauce ist warme aufgeschlagene Buttersauce der klassischen französischen Küche. Sie ähnelt der Holländischen Sauce, enthält aber weitere würzende Zutaten. Sauce béarnaise wird meist zu Fisch, gegrilltem oder kurzgebratenem Fleisch wie etwa Chateaubriand, aber auch Spargel gereicht.

## Name und Herkunft

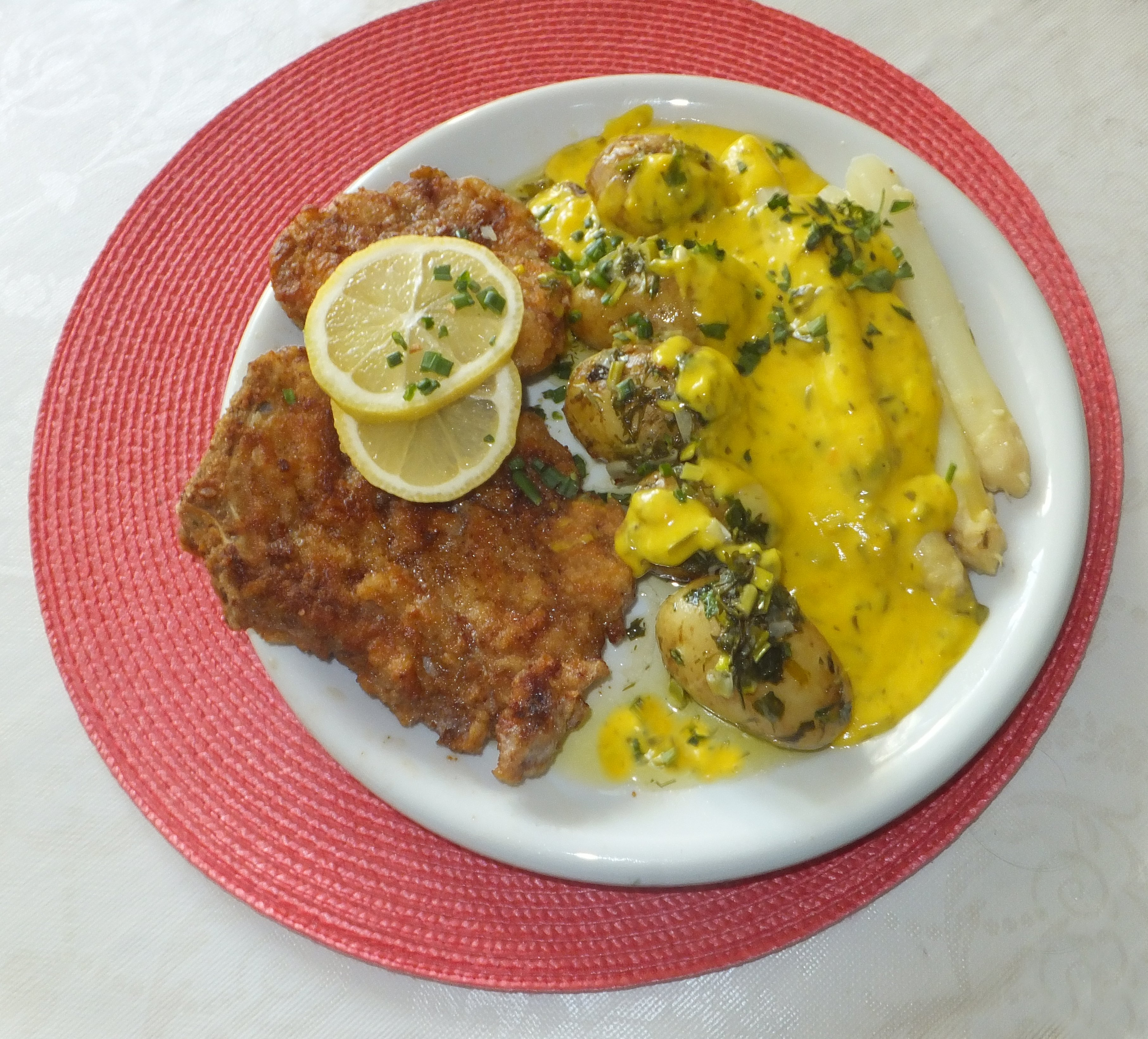
Sauce Béarnaise auf jungen Kartoffeln und Spargel mit Kalbsschnitzel

Die Sauce stammt nicht, wie man von ihrem Namen her vermuten könnte, aus der französischen Region Béarn, sondern wurde in den 1830er Jahren vom Restaurantchef Collinet in Saint-Germain-en-Laye bei Paris aus Versehen erfunden. Möglicherweise nannte er die Sauce nach dem Béarn, weil er selbst aus dieser Region stammte. Es ist jedoch eher anzunehmen, dass er die Sauce zu Ehren des Béarnaisers Heinrich IV. von Frankreich benannte, in dessen früherer Residenz sich Collinets Restaurant befand. Die Sauce wurde rasch ein großer Erfolg.

## Zubereitung

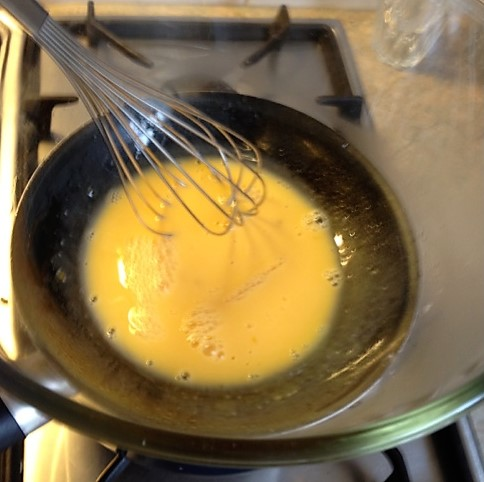
Zubereitung von Sauce béarnaise – Abziehen zur Rose

Für die Zubereitung der Béarnaise ist zunächst eine Reduktion aus Essig, vorzugsweise Estragonessig, Estragon, Kerbel, Schalotten und Pfefferkörnern anzusetzen. Zum Teil wird dem Reduktionsansatz auch Weißwein zugegeben. Der Ansatz wird stark eingekocht und dann abgeseiht.
Sodann wird die Reduktion mit Eigelb und Butter warm emulgierend (hier eine Dispersion von flüssiger Butter in Wasser) zu einer dicklichen Sauce aufgeschlagen (Abziehen zur Rose). Die aufgeschlagene Sauce wird mit Salz und Cayennepfeffer abgeschmeckt und mit gehacktem Estragon und Kerbel vollendet. Wie alle aufgeschlagenen warmen Buttersaucen ist sie temperaturempfindlich und sollte alsbald serviert werden, sofern sie nicht in einem nur mäßig temperierten Bain-Marie warmgehalten werden kann.

## Ableitungen
Von der Sauce béarnaise sind verschiedene weitere Saucen abgeleitet: die Sauce arlésienne mit Tomatenmark und Sardellen, die Sauce Choron mit Tomatenmark, die Sauce Foyot und die Sauce Valois mit konzentrierter Fleischbrühe, genauer Demi-glace.
Wird die Sauce mit einem Anteil Estragonbutter zubereitet, so nennt man sie Sauce Beauharnais.

## Fertigsaucen
Im Handel sind verschiedene Fertigprodukte erhältlich, die sich in der Zusammensetzung wesentlich von frisch zubereiteter Sauce unterscheiden. Trotzdem dürfen sie bei entsprechender Kennzeichnung der Zutaten als Sauce béarnaise bezeichnet werden. Fertigsaucen bestehen meist aus einer Mischung von Wasser, Pflanzenöl, Eigelb bzw. Eigelbpulver, Milcherzeugnissen und Würzmitteln. Diese werden je nach Hersteller abweichend durch Aromen verschiedener Herkunft, Lebensmittelzusatzstoffe wie Emulgatoren, Stabilisatoren und Geschmacksverstärkern ergänzt. Bei der Zubereitung von Instantprodukten können Wasser und Butter hinzugefügt werden.